# Odd Arne Westad

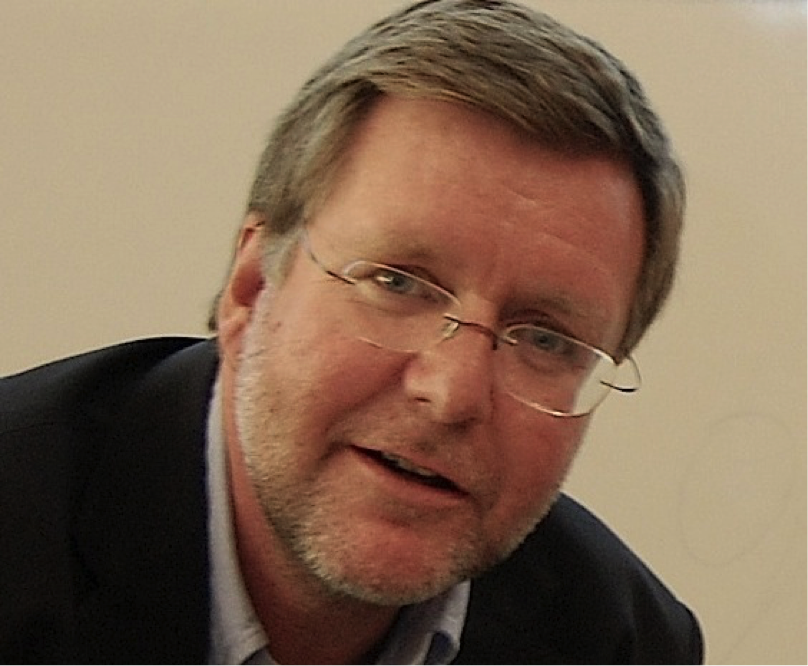
Odd Arne Westad

Odd Arne Westad (* 5. Januar 1960) ist ein norwegischer Historiker. Er lehrt als Professor an der Yale University moderne internationale und globale Geschichte und ist auf den Kalten Krieg und die Geschichte Ostasiens seit dem 18. Jahrhundert spezialisiert.

## Leben
Odd Arne Westad studierte Geschichte, Philosophie und moderne Sprachen an der Universität Oslo und erwarb anschließend einen Abschluss in US-amerikanischer und internationaler Geschichte und einen Doktorgrad in Geschichte an der University of North Carolina at Chapel Hill. Ab 1991 arbeitete er als Forschungsdirektor am norwegischen Nobelinstitut und wechselte 1998 an die London School of Economics and Political Science (LSE). Von 2004 bis 2007 leitete er die Abteilung für Internationale Geschichte an der LSE. Während seiner Zeit an der LSE gründete Westad das Zentrum für internationale Angelegenheiten, Diplomatie und Strategie (IDEAS) der LSE.
Im Jahr 2015 trat Westad als erster Inhaber den S.T. Lee-Lehrstuhl für Beziehungen zwischen den USA und Asien an der Harvard University an. Er lehrte internationale Angelegenheiten und globale Geschichte an der John F. Kennedy School of Government. 2019 wechselte Westad an die Yale University, wo er globale und internationale Geschichte unterrichtet.
Westad ist Fellow an der British Academy und an mehreren anderen nationalen Akademien, Gastprofessor an der Universität Peking und wissenschaftlicher Mitarbeiter des Harvard Fairbank Centers.

## Werk
Zu Beginn seiner Laufbahn beschäftigte sich Westad hauptsächlich mit der Geschichte des Kalten Krieges, den Beziehungen zwischen China und Russland sowie der Geschichte des chinesischen Bürgerkriegs und der Kommunistischen Partei Chinas. Er veröffentlichte zwei Monographien, Cold War and Revolution, die sich mit der Intervention der USA und der Sowjetunion im chinesischen Bürgerkrieg von 1944 bis 1946 befassen, und Decisive Encounters, eine allgemeine Geschichte des chinesischen Bürgerkriegs und des kommunistischen Sieges in der Zeit ab 1946 bis 1950. Er gab auch mehrere Bücher zu Themen der chinesisch-sowjetischen Geschichte und des Kalten Krieges heraus.
Seit Mitte der 2000er befasst sich Westad mit allgemeineren Aspekten der postkolonialen und globalen Geschichte sowie der modernen Geschichte Chinas. Die drei Schlüsselwerke aus dieser Zeit sind The Global Cold War, das Wege zum Verständnis des sowjetisch-amerikanischen Konflikts im Licht des spät- und postkolonialen Wandels in Asien, Afrika und der Karibik aufzeigt; Restless Empire, das allgemeine Trends in der internationalen Geschichte Chinas seit 1750 erörtert; und Der Kalte Krieg: Eine Weltgeschichte, das die Ursprünge, den Verlauf und die Ergebnisse des Konflikts auf globaler Ebene beschreibt.
Heute beschäftigt sich Westad vor allem mit der Erforschung der Geschichte von Imperien und des Imperialismus, vor allem in Asien, aber auch weltweit. Er forscht auch zu den Wirtschaftsreformen in China am Ende des 20. Jahrhunderts und wie diese die Weltwirtschaft verändert haben. Westad ist außerdem Herausgeber der dreibändigen Cambridge History of the Cold War sowie Mitautor der Penguin History of the World.

## Auszeichnungen
Odd Arne Westad gewann den Bancroft-Preis 2006 für The Global Cold War: Third World Interventions and the Making of Our Times. Das Buch, das in fünfzehn Sprachen übersetzt wurde, gewann auch eine Reihe weiterer Auszeichnungen. Restless Empire: China and the World since 1750 wurde 2012 veröffentlicht und wurde mit dem Bernard Schwartz-Buchpreis ausgezeichnet.

## Ausgewählte Schriften
Monographien
- mit Chen Jian: The Great Transformation. China’s Road from Revolution to Reform. Yale University Press, New Haven 2024, ISBN 978-0-300-26708-2 (rezensiert u. a. von Stefan Messingschlager[4]).
- Empire and Righteous Nation. 600 Years of China-Korea Relations. Harvard University Press, Cambridge 2021, ISBN 978-0-674-23821-3.
- Der Kalte Krieg. Eine Weltgeschichte. Klett-Cotta, Stuttgart 2019, ISBN 978-3-608-98148-3. Englischsprachige Originalausgabe: The Cold War. A World History. Basic Books, New York 2017, ISBN 978-0-465-05493-0. Übersetzt von Helmut Dierlamm und Hans Freundl. Rezensiert u. a. von Jost Dülffer[5], Bernd Greiner[6], Norman M. Naimark[7] und mehreren Historikern aus dem englischen Sprachraum im Rahmen einer H-Diplo Roundtable[8].
- mit John M. Roberts: The New Penguin History of the World. 6. Auflage. Penguin Books, London 2014, ISBN 978-1-84614-443-1.
- Restless Empire: China and the World since 1750. Basic Books, New York 2012, ISBN 978-0-465-01933-5.
- The Global Cold War. Third World Interventions and the Making of Our Times. Cambridge University Press, Cambridge 2005, ISBN 0-521-85364-8, doi:10.1017/CBO9780511817991.
- mit Jussi M. Hanhimäki: The Cold War. A History in Documents and Eyewitness Accounts. Oxford University Press, Oxford 2003, ISBN 0-19-927280-8.
- Decisive Encounters. The Chinese Civil War, 1945–1950. Stanford University Press, Stanford 2003, ISBN 0-8047-4478-5.
- The Fall of Détente. Soviet-American Relations During the Carter Years. Scandinavian University Press, Oslo 1997, ISBN 82-00-37671-0.
- Cold War and Revolution. Soviet-American Rivalry and the Origins of the Chinese Civil War. Columbia University Press, New York 1993, ISBN 0-231-07985-0.

Essays und Artikel
- Sleepwalking Toward War. Will America and China Heed the Warnings of Twentieth-Century Catastrophe? In: Foreign Affairs. Band 103, Nr. 4, Juli/August 2024, S. 78–89.
- The Sources of Chinese Conduct. Are Washington and Beijing Fighting a New Cold War? In: Foreign Affairs. Band 98, Nr. 5, September/Oktober 2019, S. 86–95.
- Has a New Cold War Really Begun? Why the Term Shouldn’t Apply to Today’s Great-Power Tensions. In: Foreign Affairs. 27. März 2018.
- Exploring the Histories of the Cold War. A Pluralist Approach. In: Joel Isaac, Duncan Bell (Hrsg.): Uncertain Empire. American History and the Idea of the Cold War. Oxford University Press, Oxford 2012, ISBN 978-0-19-982614-8.
- The Cold War and the international history of the twentieth century. In: Melvyn P. Leffler, Odd Arne Westad (Hrsg.): Origins (= The Cambridge History of the Cold War. Band 1). Cambridge University Press, Cambridge 2010, ISBN 978-1-107-60229-8, S. 1–19, doi:10.1017/CHOL9780521837194.002.
- Beginnings of the End. How the Cold War Crumbled. In: Silvio Pons, Federico Romero (Hrsg.): Reinterpreting the End of the Cold War. Issues, Interpretations, Periodizations. Frank Cass, London 2005, ISBN 0-203-00609-7.
- Reagan’s Anti-Revolutionary Offensive in the Third World. In: Olav Njølstad (Hrsg.): The Last Decade of the Cold War. From Conflict Escalation to Conflict Transformation. Frank Cass, London 2004, ISBN 0-7146-8539-9.
- Prelude to Invasion: The Soviet Union and the Afghan Communists, 1978–1979. In: The International History Review. Band 16, Nr. 1, 1994, S. 46–69, doi:10.1080/07075332.1994.9640668.

Als Herausgeber
- mit Archon Fung und David Moss: When Democracy Breaks. Studies in Democratic Erosion and Collapse, from Ancient Athens to the Present Day. Oxford University Press, Oxford 2024, ISBN 978-0-19-776078-9, doi:10.1093/oso/9780197760789.001.0001.
- mit Melvyn P. Leffler: The Cambridge History of the Cold War. 3 Bände. Cambridge University Press, Cambridge 2010.
  - Band 1: Origins. ISBN 978-1-107-60229-8, doi:10.1017/CHOL9780521837194.
  - Band 2: Crises and Détente. ISBN 978-1-107-60231-1, doi:10.1017/CHOL9780521837200.
  - Band 3: Endings. ISBN 978-1-107-60231-1, doi:10.1017/CHOL9780521837217.
- mit Poul Villaume: Perforating the Iron Curtain. European Détente, Transatlantic Relations and the Cold War, 1965–1985. Museum Tusculanum Press, Kopenhagen 2010, ISBN 978-87-635-2588-6.
- mit Sophie Quinn-Judge: The Third Indochina War. Conflict between China, Vietnam and Cambodia, 1972-79. Routledge, London 2006, ISBN 0-415-39058-3.
- mit Chung-in Moon und Gyoo-hyoung Kahng: Ending the Cold War in Korea. Theoretical and Historical Perspectives. Yonsei University Press, Seoul 2001, ISBN 89-7141-563-0.
- Reviewing the Cold War. Approaches, Interpretations, Theory, Frank Cass, London 2000, ISBN 0-7146-8120-2.
- Brothers in Arms. The Rise and Fall of the Sino-Soviet Alliance, 1945–1963. Woodrow Wilson Center Press, Washington, D.C. 1999, ISBN 0-8047-3485-2.
- mit Sven Holtsmark und Iver B. Neumann: The Soviet Union in Eastern Europe, 1945-89. Palgrave Macmillan, New York 1994, ISBN 0-333-60230-7.